# Congiunzione di due lune
Congiunzione di due lune è un film drammatico-erotico del 1988 diretto Zalman King. La pellicola segna l'esordio al cinema di Milla Jovovich.

## Trama
April, ricca fanciulla dell'Alabama, e Chad, giovane di ricca famiglia, si apprestano alle nozze. Mentre i preparativi sono in corso, April accompagna le sorelline al luna park, dove incontra Perry, un aitante giovane, operaio delle giostre, per cui prova una ricambiata attrazione. Una sera, mentre la giovane è sola in casa, lui si intrufola in casa e la possiede; April, già non molto convinta del matrimonio, si lascia travolgere da una assurda passione. Messa in guardia dai genitori, April dà a Perry 50.000 dollari per lasciare la città, ma il ragazzo rifiuta. Una sera, a matrimonio concluso, Perry trova la ragazza sotto la doccia che canta felice e serena: April ha deciso di amare sia Perry che Chad.

## Accoglienza
La pellicola ottenne critiche negative. Il sito Mymovies lo definisce "Una trama da bibliotechina rosa con passaggi soft-core", mentre il sito specializzato in cinema comingsoon.it lo definisce "Una specie di teleromanzo, con dialoghi spesso folli, banali ed irritanti, immagini licenziose ed un montaggio disastrato. Unico aspetto cinematograficamente bello le luci, la fotografia e l'arredamento".
Leonard Maltin nel suo libro dei film 2009 lo definisce divertente e sexy abbastanza da mantenere l'attenzione.
Il film è principalmente ricordato per una lunga scena di nudo integrale frontale di Sherilyn Fenn, famosa Audrey de I segreti di Twin Peaks, spesso messa nelle classifiche dei nudi completi più sexy del cinema.

## Sequel
Nel 1995, diretto da Farhad Mann e sceneggiato da Zalman King, esce Congiunzione di due lune 2 - Ritorno a Two Moon Junction, seguito con protagonisti Melinda Clarke e Louise Fletcher.

## Colonna sonora
Le musiche del film sono firmate da Jonathan Elias, e la colonna sonora pubblicata nel 1994 comprende 14 brani tutti strumentali.
1. Water Dreams
2. 1,000 Mile Stare
3. Hideaway
4. Meet Me At Two Moon Junction
5. Folk Durge
6. The Hiding
7. One Step Closer
8. Appearance At The Carnival
9. Seduction
10. Water Dreams - Reprise
11. Before Morning
12. Follow Me Home
13. Return To Two Moon
14. The Runaway